# Poecilimon demirsoyi
Poecilimon demirsoyi är en insektsart som beskrevs av Sevgili 2001. Poecilimon demirsoyi ingår i släktet Poecilimon och familjen vårtbitare. Inga underarter finns listade i Catalogue of Life.